# 101拘捕令
《101拘捕令》系列為亞洲電視於1983年至1984年之間播放共三輯的警匪連續劇，此劇故事圍繞警察破案的故事，另外，「101拘捕令」指「市民拘捕權」。

## 《101拘捕令》
《101拘捕令》（101 Citizen Arrest），亞洲電視1983年的劇集，警匪片，共20集，監製劉家豪 。

### 演員表
- 羅樂林 飾 徐大華
- 尹志強 飾 何子維
- 李麗麗 飾 何玉琴
- 曾偉權 飾 李長仔
- 葉玉萍 飾 李有娣
- 溫碧霞 飾 Irene
- 曹查理 飾 王耀峰
- 劉少雄 飾 周良
- 鄭恕峰 飾 Tim
- 蔡國慶 飾 高星
- 黃植森 飾 黎鵬飛
- 關偉倫 飾 麥有裕
- 陳維英 飾 余玉玲
- 卡迪遜 飾 Jackie
- 黃雪梅 飾 Winnie
- 蕭山仁 飾 王俊文
- 陳植槐 飾 奇叔
- 鄭文霞 飾 李媽
- 邵音音 飾 Irene姨
- 江濤 飾 Bob Cheng
- 施明 飾 Miss Lee

## 《101拘捕令第二輯之熱線999》
《101拘捕令第二輯之熱線999》（101 Citizen Arrest II）是繼《101拘捕令》之後開拍的續集，1984年7月9日首播，共20集，監製梅小青。

### 演員表

#### 主要演員
- 羅樂林 飾 許偉國（警長）
- 尹志強 飾 陳達強（探員）
- 馬敏兒 飾 汪麗萍（探員）
- 蔡倩兒 飾 Mi Mi（探員）
- 黃秋生 飾 阿曾（探員）
- 劉緯民 飾 梁彼得（Peter）（高級督察）
- 李顯明 飾 金公子（探員）
- 陳鳳芝 飾 Candy（女督察）
- 曹達華 飾 曹華（退役督察）
- 紀保羅 飾 洛警司
- 金燕玲 飾 黃淑玲（許偉國妻子）
- 陳彩燕 飾 May
- 蔡國慶 飾 七叔
- 金興賢 飾 林滿發
- 范永華 飾 老虎狗
- 周沛 飾 盲曹

#### 其他演員
- 施　明 飾 亞詠
- 劉一帆 飾 茂叔
- 駱達華 飾 Jack
- 陳麗雲 飾 尹夫人
- 陳　亮 飾 亞譚
- 陳植槐 飾 亞溫
- 弗烈 飾 paul
- 司馬華龍 飾 馬漢榮
- 汪偉 飾 泥頭
- 卡迪遜 飾 花旗森
- 吳彩南 飾 細蚊
- 周美玲 飾 Anne

## 《101拘捕令第三輯之勇敢新世界》
《101拘捕令第三輯之勇敢新世界》（101 Citizen Arrest III）是《101拘捕令》系列的第三輯，1984年首播，共30集，監製梅小青。

### 演員表

#### 主要演員
- 羅樂林 飾 蕭啟輝
- 尹志強 飾 查繼藩
- 李　影 飾 韋雪茵
- 文雪兒 飾 韋雪英（韋雪茵妹）
- 湯鎮宗 飾 蕭啟明（蕭啟輝弟）

#### 其他演員
- 李愛華 飾 張嘉麗
- 徐寶鳳 飾 Wendy
- 周比利 飾 薜冠雄
- 弗　烈 飾 王榮光
- 羅敏玲 飾 暴戾萍
- 鄭恕峰 飾 酋長
- 吳玉壽 飾 暴強
- 鄧麗盈 飾 周韻玲
- 金　童 飾 呂達財
- 司馬華龍 飾 薜文忠
- 鄭文霞 飾 薜文忠妻
- 歐陽莎菲 飾 呂達財母
- 曹達華 飾 爺爺
- 黃秋生 飾 John
- 葉碧雲 飾 April
- 許瑩英 飾 April母
- 關偉倫 飾 何子維
- 李月清 飾 查繼藩母

## 主題曲

### 第二輯
提供：風行唱片有限公司

作曲：關聖佑

作詞：潘偉源、黃志華

主唱：陳鳳芝

### 第三輯
歌名：黑色太陽

提供：EMI唱片有限公司

作曲：關聖佑

作詞：盧國沾

主唱：陳漢德

## 外部連結
- 亞洲電視 - 動作片集